# Подільський стрій
Подоляни — жителі Поділля.
Поділля — це плоска височина, перерізана багатьма ярами. Кордон його починається від Миколаєва над Дністром, проходить уздовж Дністра на південний схід аж до міста Балти. Там звертає на схід і йде повз місто Гайворон, захоплюючи частину Черкаської, повністю Вінницьку і більшу частину Хмельницької областей. Іде далі на захід біля Крем’янця, займаючи цілу Тернопільську та частину Львівської області аж під Львів.

## Основні види одягу

### Жіночий
Вишита сорочка. Подільська сорочка шилася з суцільними рукавами та дудами, виріз шиї, викінчений невеликим комірцем-стійкою. Особливість сорочок Поділля полягає в тому, що вони мають погрудки — вузькі смуги вишивки обабіч пазухи, що сягають від коміра до стану. Часом такі смуги вишивають і на спині. Головна композиція вишивки на поликах , морщинках і внизу рукава. Морщинка — це смуга вишивки між уставкою і рукавом, буває відмінного кольору й вишита іншим стібком — поверхницею. На полі рукава вишивка розміщена скісними смугами або в шахматному порядку. Переважають кольори — червоний з темно-небесним або чорний з золотистою ниткою. Найбільш поширена на Поділлі низинка.
Каптан — короткий верхній одяг в поздовжню смужку. Жіночі кафтани були довжиною до коліна, з фалдами та оксамитовими відлогами.
Спідниця — святковий одяг, фалдована спідниця з перкалю, вибита узором в поздовжні смуги та зигзаги, найчастіше сивого або червоного кольору або вовняні зелені спідниці.
Запаска — біла муслінова в свята, рідше в узори. В будні носили білі перкалеві фартухи.
Бекеша — жіночий святковий одяг, короткий, до колін кожух покритий гранатовою або синьою тканиною.
Корсет — здебільшого святковий одяг, пошитий в стан.  
Намітка — до святкового жіночого строю належала також намітка.
Жіночі оздоби: жінки та дівчата носили на шиї пацьорки та коралі, а заможніші ще й золоті дукачі та хрестики. Дівчата носили на голові стрічки з квітами. Волосся заплітали та викладали на голові віночком.
На ногах носили юхтові чоботи чорного кольору. Дівчата носили жовті сап'янці або пасові чоботи.
«Русинки ж там завиваються в намітки, в коралях вся краса й багатство, ходять в запасках тощо. Дівчата русначки заплітаються там у дрібниці й в кожної сорочки з поликами, а шляхетські дівчата, чи просто шляхтянки, в дрібниці не заплітаються, а в ріжки, і поликів ні на очі.» З роману «Люборацькі», Анатоля Свидницького

### Чоловічий
Вишита сорочка. Чоловіки носили сорочки навипуск по штанах, довжиною до колін. Інший тип сорочок чоловіки носили заправленими в широкі штани, така сорочка була густо призбирана біля шиї та мала вузький викладений комірець, під шиєю та на рукавах зав'язували таку сорочку червоними шовковими стрічками (гарасівка). Жіночі сорочки були довжиною по кісточки.
Опонча з бородицею — чоловічий одяг, рід плаща з повсті бурого кольору з бородицею, розшитий кольоровими шерстяними шнурками червоного, блакитного та жовтого кольору.
Жупан — святковий одяг з гранатового сукна з викладним коміром, обшитий на кишенях та по швах золотими галонами та підбитий лисячим хутром.
« За ті гроші я хоч трошки підновився навесні, принаймні підновив старий жупан і шаровари, вставивши нові червоні пасмужки.» З листа Степана Руданського до брата Грицька.
Сіряк — верхній одяг (рід пальта), який був сірого або бурого кольору, розшитий кольоровими шерстяними шнурками.
Кожух — чоловічий одяг, кожухи носили довгі, білого кольору.
Штани носили широкі білі в небесну смужку або з синього сукна.
Шапки носили "на завісах" — високі каракулеві шапки чорної барви, які ззаду були незшиті та зав'язувались на стрічки. Зверху така шапка мала сукно зеленої барви з нашитим хрестом. Літом носили плетені брилі.
На ногах носили довгі чорні юхтові чоботи, з відкоченими на ширину долоні халявами.

## Вбрання XVI століття
В 16 ст. на Поділлі чоловіки носили жупани різних барв з сукна (жовтого голландського та вроцлавського, червоного лондонського, білого та чорного сохачевського), під жупан одягали шовкове вбрання, для польових робіт одягали виготовлені вдома сардаки. Взимку носили кожухи, футро з зайця чи куниці, а на голові лисячі колпаки. На ногах носили юхтові чоботи. Стан опоясували московськими поясами, спідній одяг носив назву плаття.
Жінки носили лляні сорочки, вовняні плахти, фартухи, срібні позолочені шпонки. На ногах носили черевики. Головними уборами одружених жінок була тканка, намітка і серпанок. Жіночі оздоби були з срібла: чільце, обручі, ожередки, ковтки. Заможніші носили позолочені: перстені, чільця, шпонки, а сорочки вишивали шовком.
Панни носили сорочки розшиті перлами та гаптовані золотом з срібними пасками. Верхнє вбрання носили з оксамиту або адамаску, підшите хутром попелиць або куниць, коштовні жупани, взимку вбирали боброві шубки. Вбранням голови були шапки оксамитові та підшиті соболем, золоті чепці.

## Жіночий стрій

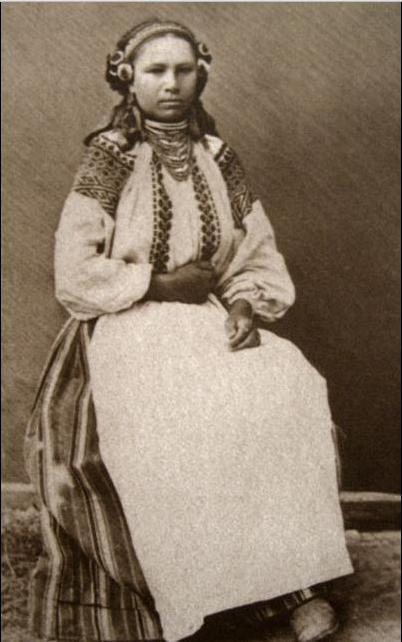
Кам'янець-Подільський. Подільський стрій

Жіноче вбрання складалося з таких елементів: лляна сорочка довга до кісточок, запаска (тканина, якою обгортали стан) або димка (спідниця), червона крайка (пояс). Спідниці подолянок були гофровані (в складку), сап'янці (жовті). Одружені жінки покривали голову білим очіпком, сплетеним за старовиною традицією в вигляді сітки, а зверху в вигляді тюрбана пов'язували хустку. На свята голову жінки пов'язували лляною тонкою білою переміткою або рантухом, який кілька разів складали і обвивали голову під підборіддям, закриваючи чоло, а обидва кінці опускали через плечі до колін. Дівчата заплітали волосся у дві коси, викладали в вигляді віночка колом і встромляли в нього живі або зимою штучні квіти. В деяких місцевостях носили з тонких стрічок (гарасівка) мистецько зроблені чубки.
Поверх сорочки носили чорну суконну запаску, яку зверху пов'язували суконною крайкою (пояс), кінці якої звисали по центру; кінці запаски спереду піднімались і затикались за крайку, пізніше затикали тільки один кінець запаски. Запаска спереду була виткана поздовжніми смугами і переткана срібною або золотою ниткою. Або пізніший варіант поверх сорочки носили — димку (спідницю), поверх якої спереду прив'язувалась довга до кісточок ткана запаска (фартух).
Поверху сорочки одягали лляний, блакитного кольору у смужки, або більш заможні гранатовий кафтан до колін, з відворотами гранатового або синього кольору, який пов'язували вовняним поясом червоного кольору в небесні поздовжні смуги. Багатші одягали також на свята «бекешу» (кожух) з білих баранів, покритий зверху гранатовим сукном і вишитий. Носили також білі, темно — сірі або брунаті довгі сіряки без каптурів.
В жіночому подільському одязі своєрідністю відзначалася сорочка, вишита червоними, темно-синіми (чорними) та жовтими нитками. До чорних ниток деколи додавали срібну або золоту нитку. На початку 19 століття подільські сорочки були вишиті ясно-червоними та небесними нитками. У подільський сорочці основним був «полик» («опліччя»), (12—20 см), який був тридільним. На Поділлі полик (верх рукава) розшивався суцільною широкою смугою поперек рукава геометричним орнаментом в вигляді мозаїки: «Рукáва як писанка, а личко як маків цвіт». Традиційною технікою подільської вишивки була низь.
На шиї носили багато разків намиста з золотими або срібними монетами (дукачі). Менш заможні носили скляні намистини (пацьорки).

## Чоловічий стрій
Чоловіки взимку носили чорні високі каракулеві шапки, а влітку низькі солом'яні капелюхи з широкими полями, оздоблені бавовняною червоною або блакитною стрічкою. Каракулева шапка зверху була з гранатового сукна або синього . А позаду шапки, де був шов, шапка була оздоблена трьома небесного кольору нашитими стрічками, через які її називали «шапка на завісах»
Чоловічі сорочки були лляні довгі з стоячим коміром. Сорочка защіпалась на мосяжний ґудзик або зав'язувалась вузькою стрічкою, кінці якої звисали (гарасівка). Штани носили широкі білі або сині в смужки.

Взимку чоловіки носили білі кожухи з приталеною спинкою, вишиті кольоровим шовком (зеленим і червоним) або кафтани. Молоді парубки носили часом сіряк сивого кольору, довгий по кісточки з каптурем, який був прикрашений нашивкою в вигляді серця. Сіряки були розшиті червоними крученими шнурками. В деяких місцевостях були коричневого кольору. На відкладеному комірі та на грудях вони були оздоблені нашивками з голубої тканини, що нагадувало княжий одяг з " Ізборніка ". На свята та до церкви носили довгі по кісточки з коміром — стійкою та каптурем бородиці.
Чоботи були без каблуків, холяви мали широкі довжиною до колін, вивернуті зверху на ширину долоні, підбиті залізною підківкою. При собі мали кремінь, кресало, люльку. На поясі носили також широкі шкіряні паси (черес). Пояс був також тканий з довгими тороками, червоний або темно-синій в поздовжні паси, шириною з долоню, спереду мав кишені. На поясі висів ножик «козик».
Голови чоловіки традиційно голили, на верху залишали чуб який закривав всю голову. Бороду не носили, а вуса коротко підстригали.

## Стрій побережців

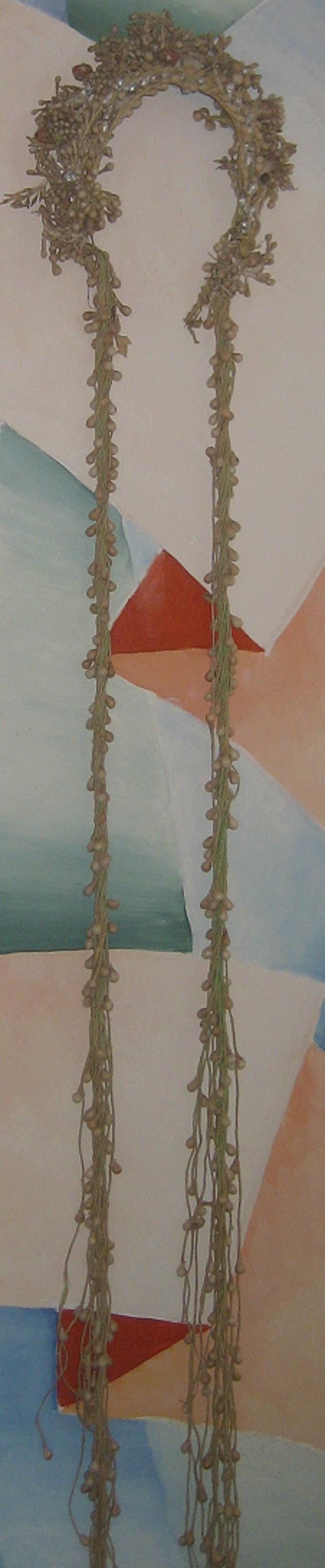
Весільний вінок з Поділля

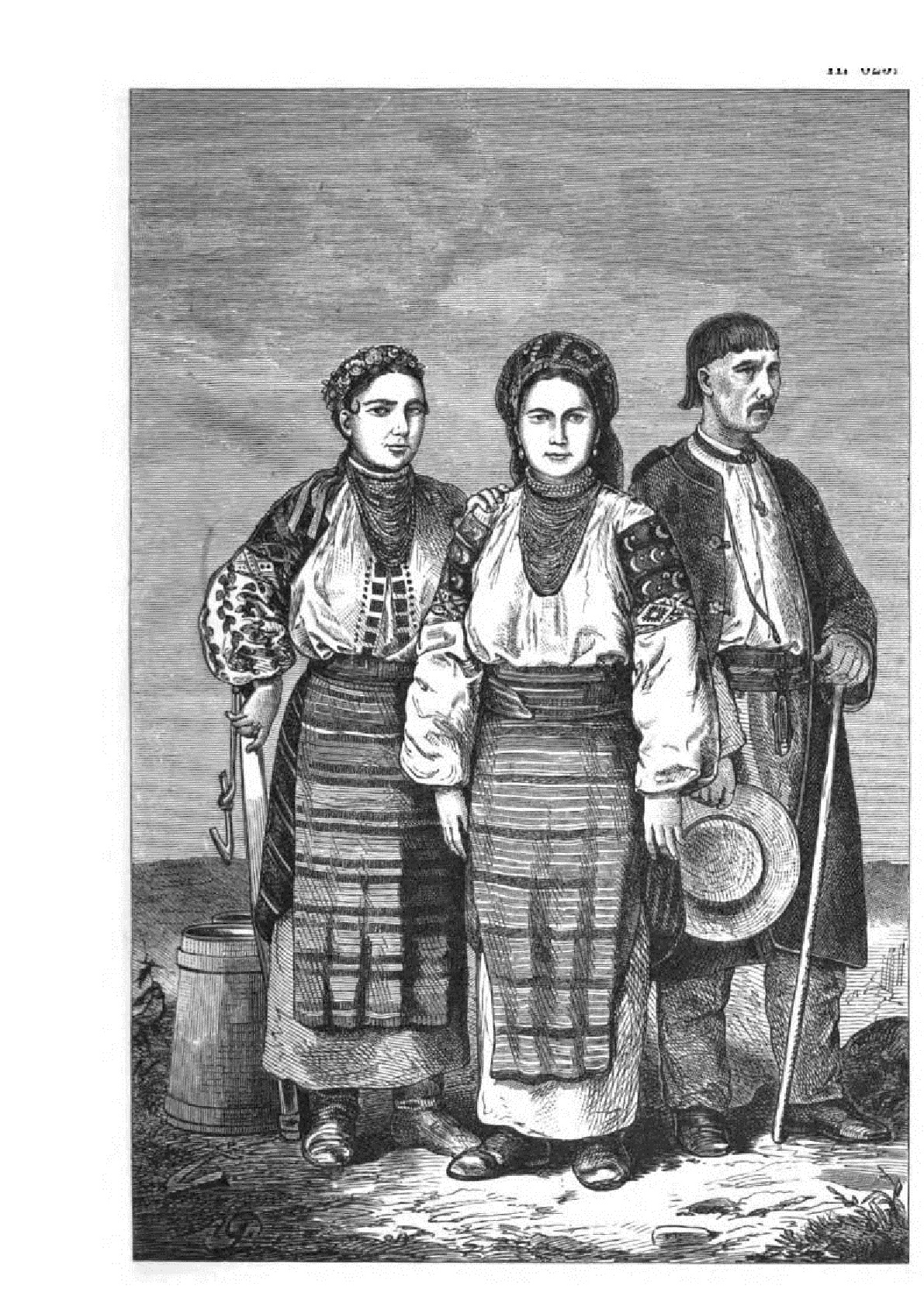
Подоляни з Гермаківки, Борщівського р-ну

Побережці носили полотняні сорочки довжиною до колін поверху вузьких білих штанів, по сорочці носили опанчі з богородицями, розшиті шнурками та синім сукном. Сорочку підперізували різнокольоровими вовняними поясами, на якому висів ножик — чепелик. На ногах носили юхтові чоботи, а на голові солом'яні брилі. До строю належала також палиця в руці. Чоловіки голови підголювали залишаючи — чуприну.
Жінки носили довгі полотняні сорочки, вишиті на плечах трьома широкими смугами. В дівчат сорочки мали також вишиту пазушину - тобто дві скісні смужки та вишиті рукави. По сорочці зверху обгорталися темно-бурими або гранатовими фотами в поздовжні тонкі смуги. Стан пов'язували крайками. Спереду до фоти носили ясно-червоні вовняні катрани в широкі поперечні смуги. Спереду кінці фоти були підняті та закладені по боках за крайку. Одружені жінки носили на голові кольорові складені хустки та пов'язані у вигляді турбанів.
Дівчата заплітали коси та викладали їх на голові у вигляді віночка, а зверху закосичували — прикрашали квітами. Ззаду причіпляли різнобарвні бинди. В вухах носили ковтки з бовтицями. На скронях з обох сторін жінки закручували вверх кучері, які називали — фіглі.
На шиї носили силянки — багато разків скляних пацьорків та перлів. На ногах носили чоботи «руського крою», тобто на одній підошві.

## Стрій західних подолян
Чоловіки носили полотняні вишиті сорочки, заправлені в широкі штани з вибійки, в смужку синьої барви. Сорочка мала вузький викладений комірець, який зав'язували гарасівкою або жичкою. Поверху сорочки одягали сині опанчі з синіми суконими вилогами та розшиті крученими вовняними шнурками. Такі опанчі мали ззаді богородицю. Крім опанчі молоді хлопці та бідніші носили також сіряки (з грубої повсті) або короткі сіряки — куртки. Заможніші носили капоти. Зимою одягали білі кожухи довжиною до кісточок, з виложистим чорним коміром. На голові носили солом'яні капелюхи з червоною биндою або високі шапки на «завісах» з овчини, які мали дно з кольорового сукна. На ногах носили юхтові або шкапові чоботи з закоченими холявами.

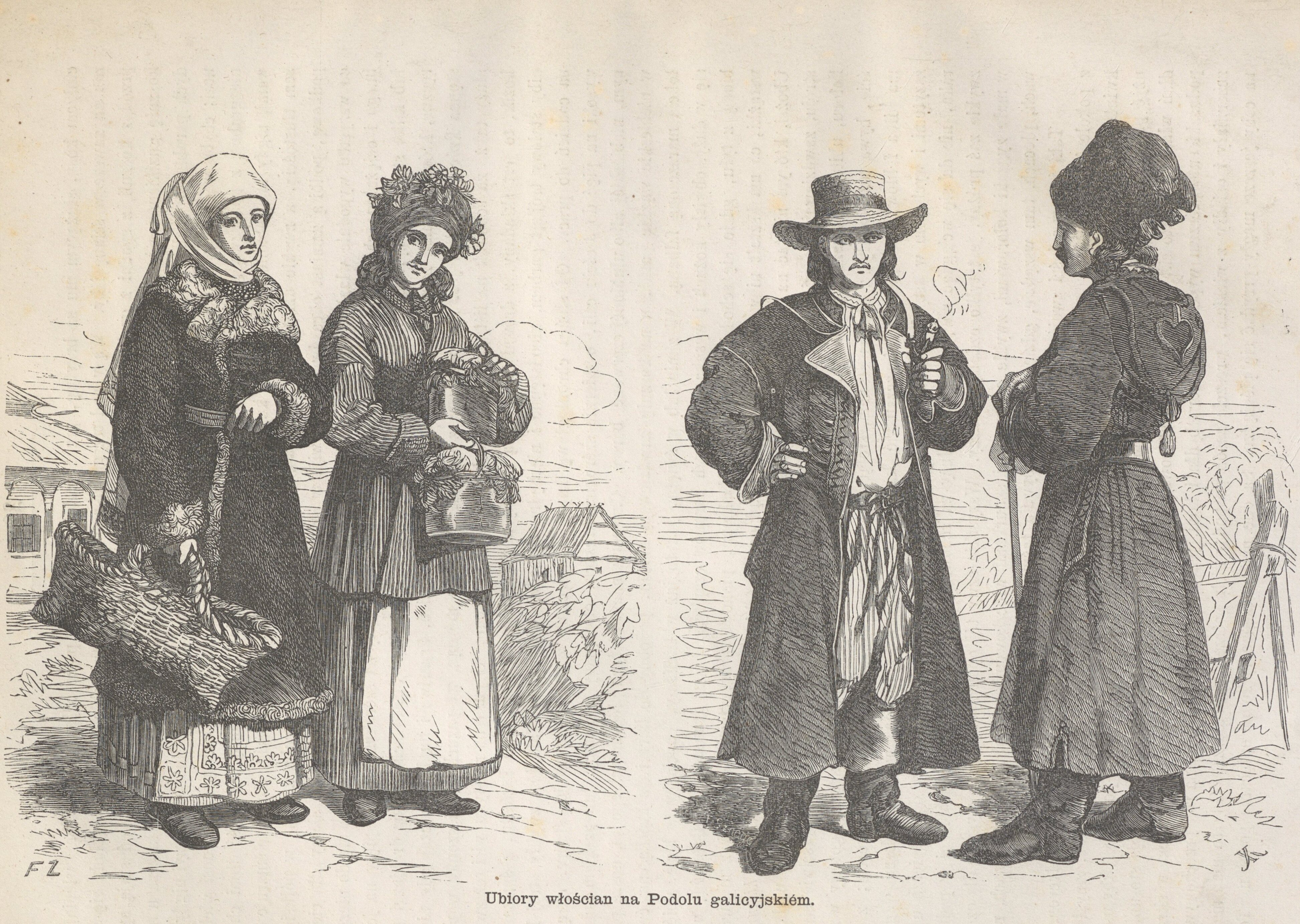
Західні подоляни зі Скалата

Жінки носили довгі полотняні сорочки. Зверху по сорочці одягали катанки з вибійки в поздовжні паски. Поясним одягом були вовняні спідниці, до яких носили білі або вишиті перкалеві фартухи. В будній день носили полотняні спідниці з вибійки та запаски з грубого білого полотна. Спідниці з вибійки сивого кольору називали — димки, а з червоного — шарафанки. В холодну пору року одягали сині бекеші підбиті овчиною, які зверху пов'язували черевчатими вовняними поясами. На голові одружені жінки носили білі перемітки, а дівчата в холодну пору року пов'язували голови складеними барвистими хустками та поверху прикрашали квітами. На ногах носили чорні чоботи. В руках носили плетені з рогізки кошики (кобеля). На шиї носили скляні пацьорки, а заможніші коралі.
Мешканці центрального Поділля, від Кам'янця до Могилева, носили довгі по коліна сорочки поверху широких штанів, верхнім одягом були сиві опончі без богородиці, опончу пов'язували широкими яскравими поясами, на голові носили високі шапки з овчини або літом солом'яні капелюхи, дашок яких зверху був ширший, а до крисів звужувався.
Жінки в будній день обгортали стан, тканими вдома вовняними запасками, верхнім одягом були сіряки. На голові в будній день жінки носили намітки.
У свята носили перкалеві сорочки з комірчиком під саму шию, зі складками коло шиї та на рукавах, з мережками на плечах, святкові зелені або пасові (в квіти або паски) перкалеві спідниці були в ряси. Сорочку біля шиї зав'язували застіжкою, довжиною в півтора метра і робили з неї розетку, зверху шию прикрашали скляними пацьорками, коралями, а заможніші дукачами та хрестиками. Спереду спідниці, пов'язували муслінові білі фартушки. Одружені жінки носили чорні чоботи, а дівчата — жовті. На голові одружені жінки носили хустки з довгими, звішаними на спину кінцями. Дівчата заплітали волосся в одну косу та прикрашали червоною стрічкою (довжиною в 1,5 метра). Влітку носили перкалеві або з пстри кафтаники (темні або в квіти) довжиною до колін, з рясами та вилогами з чорного оксамиту. Верхнім святковим одягом були гранатові жупани, обшиті по швах та на кишенях золотими галонами. Інколи ці жупани були підбиті лисами, їх носили також і літом до святкового строю.

## XIX століття

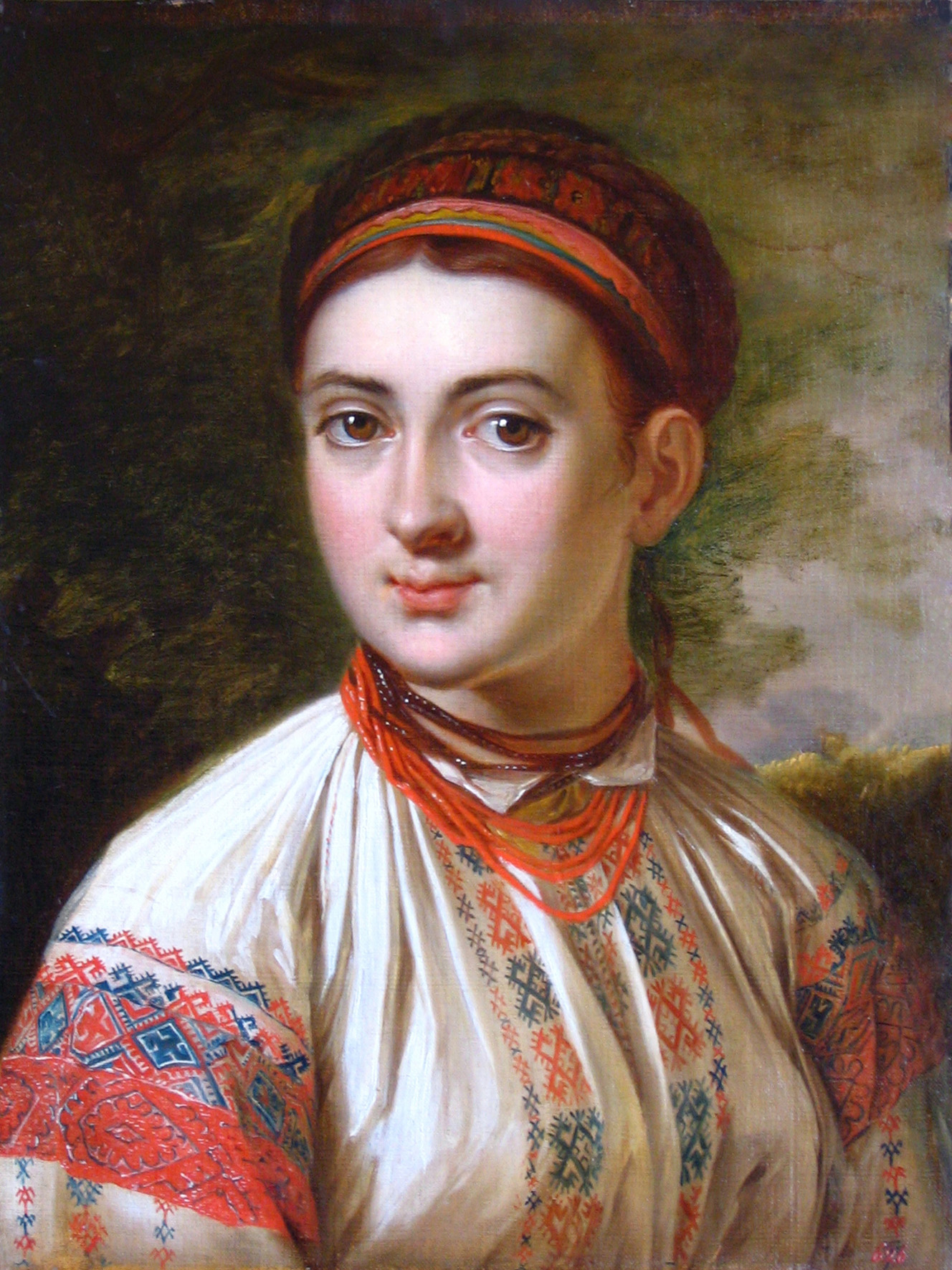
Подолянка.Василь Тропінін 1804
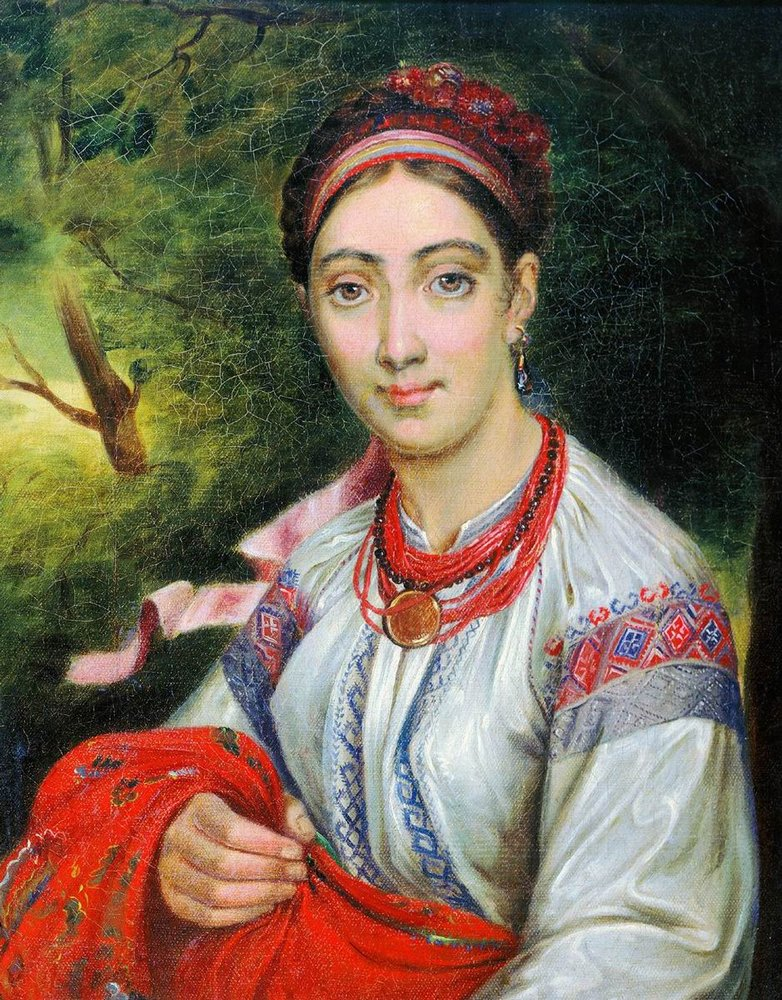
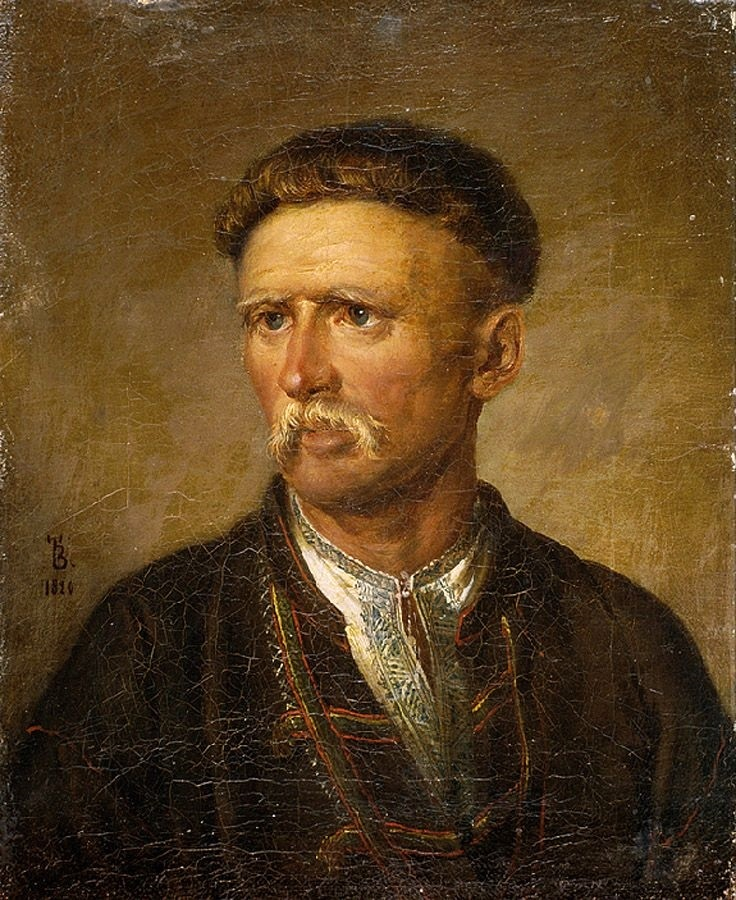
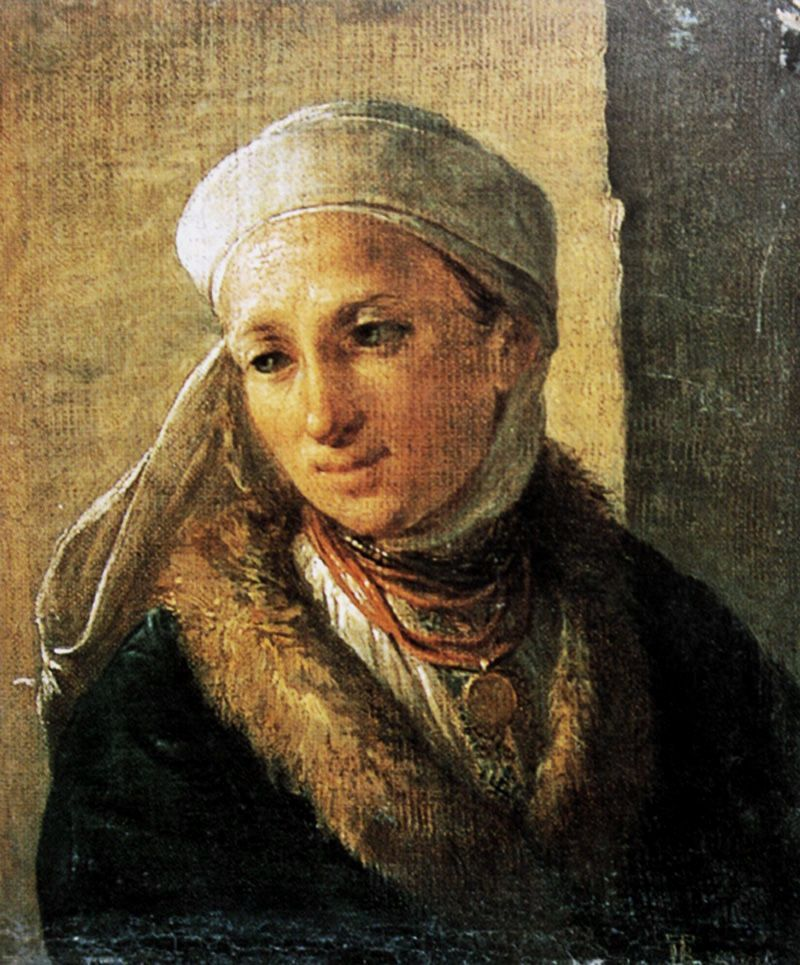
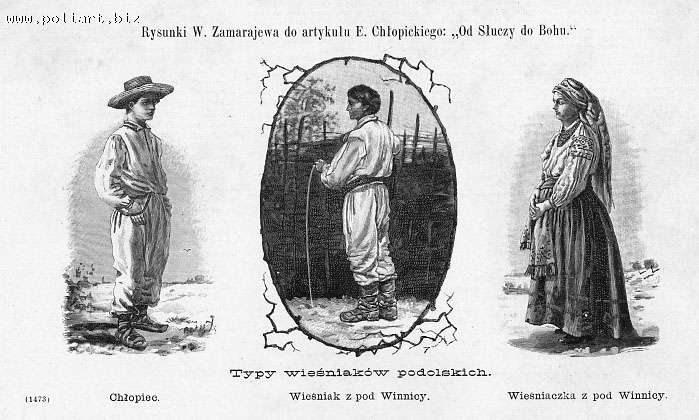
Подоляни з-під Вінниці 1887
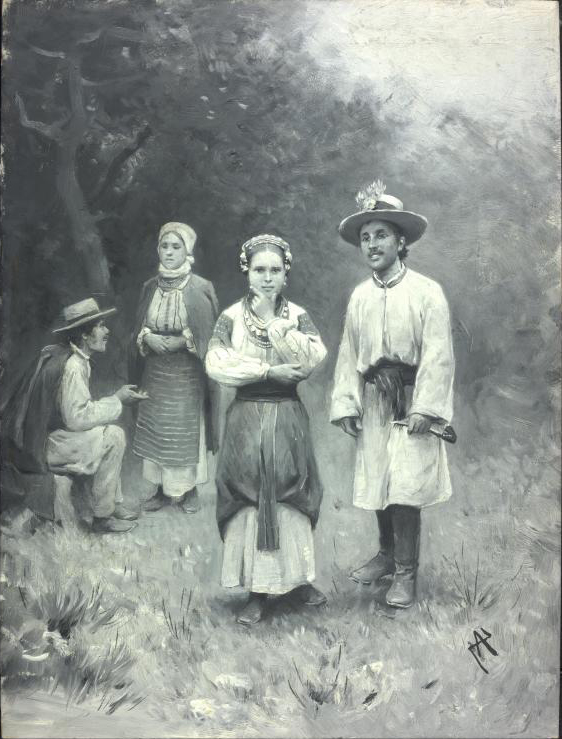
Подоляни з Добровлян 1898
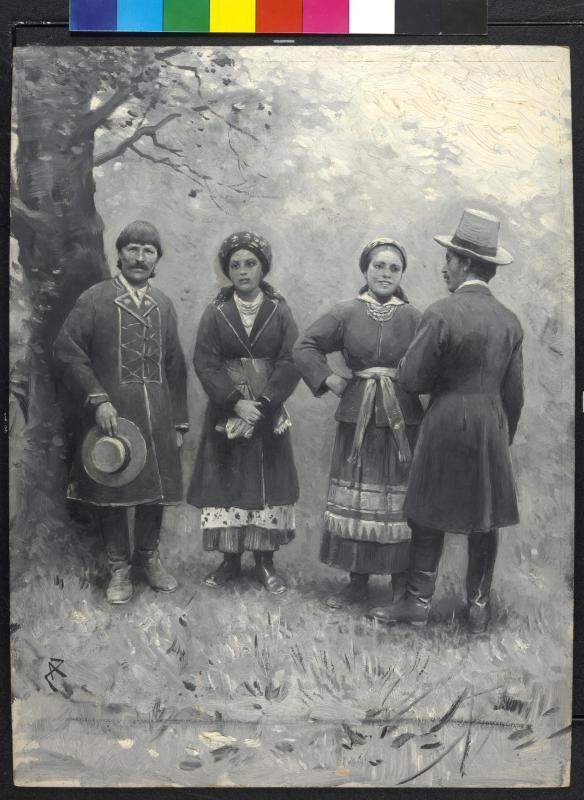
Подоляни з Крогулець 1898
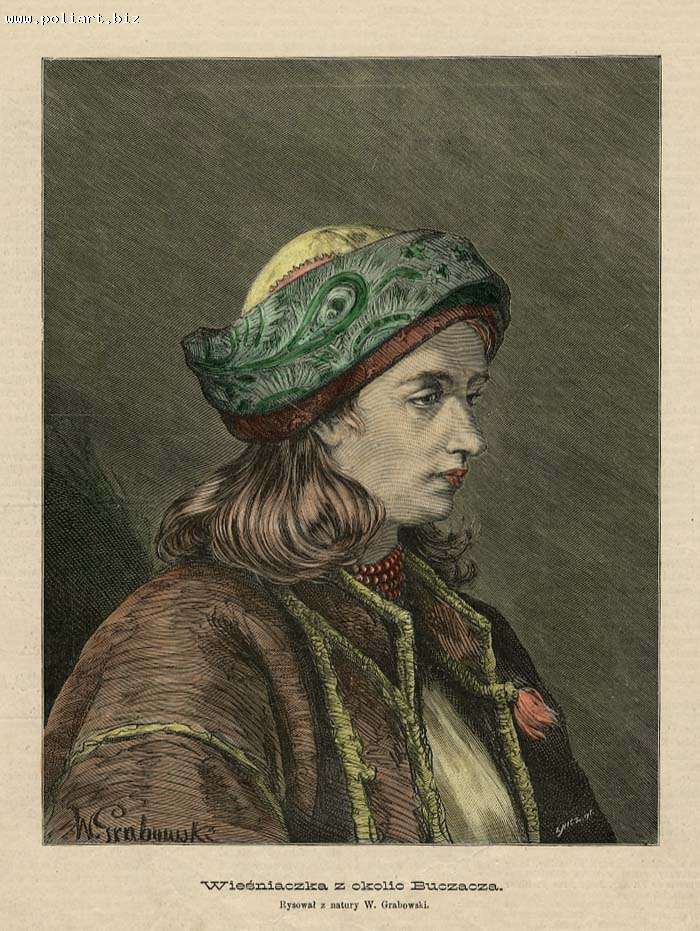
Бучач 1885

## XX століття

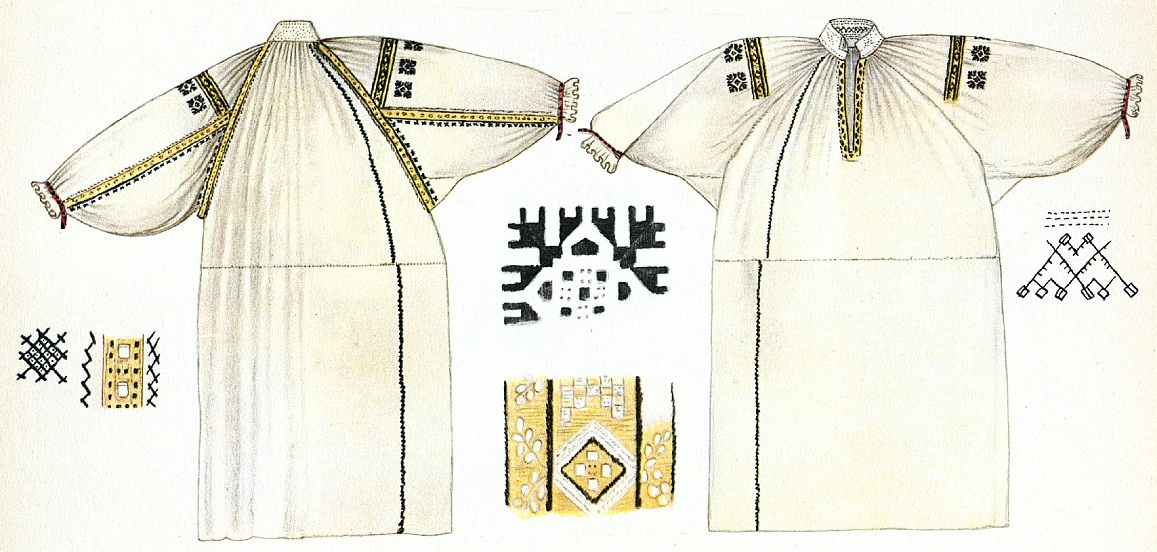
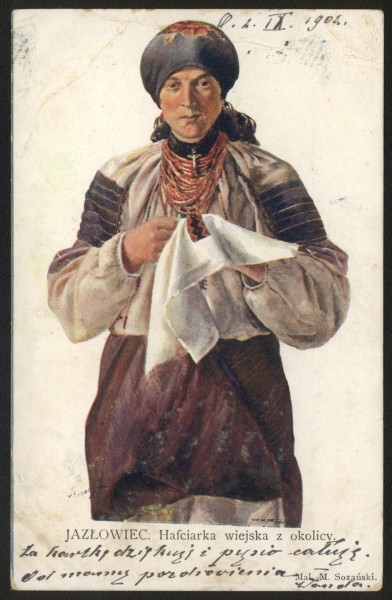
Жінка з околиць Язловця, 1902
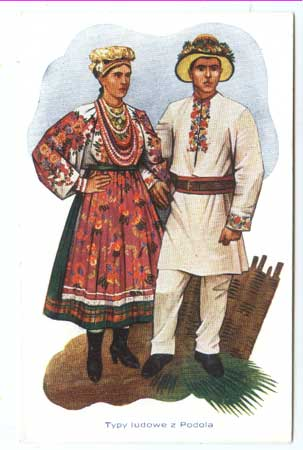
1920
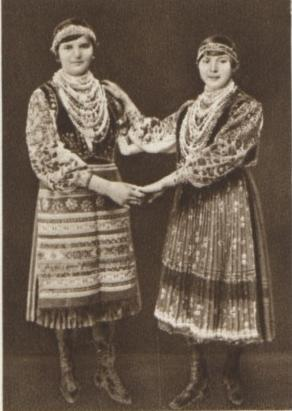
Дівчата з Добровлян 1930
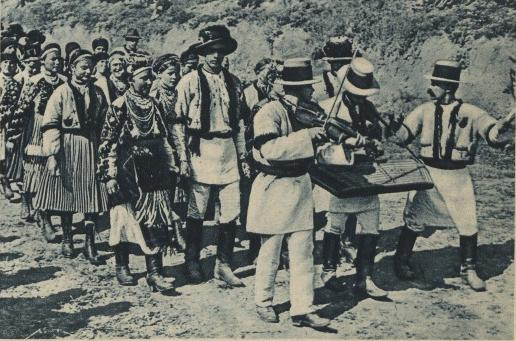
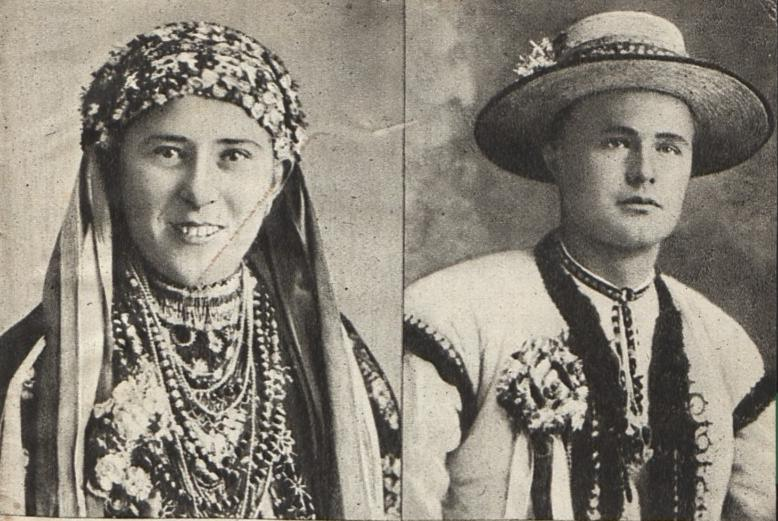
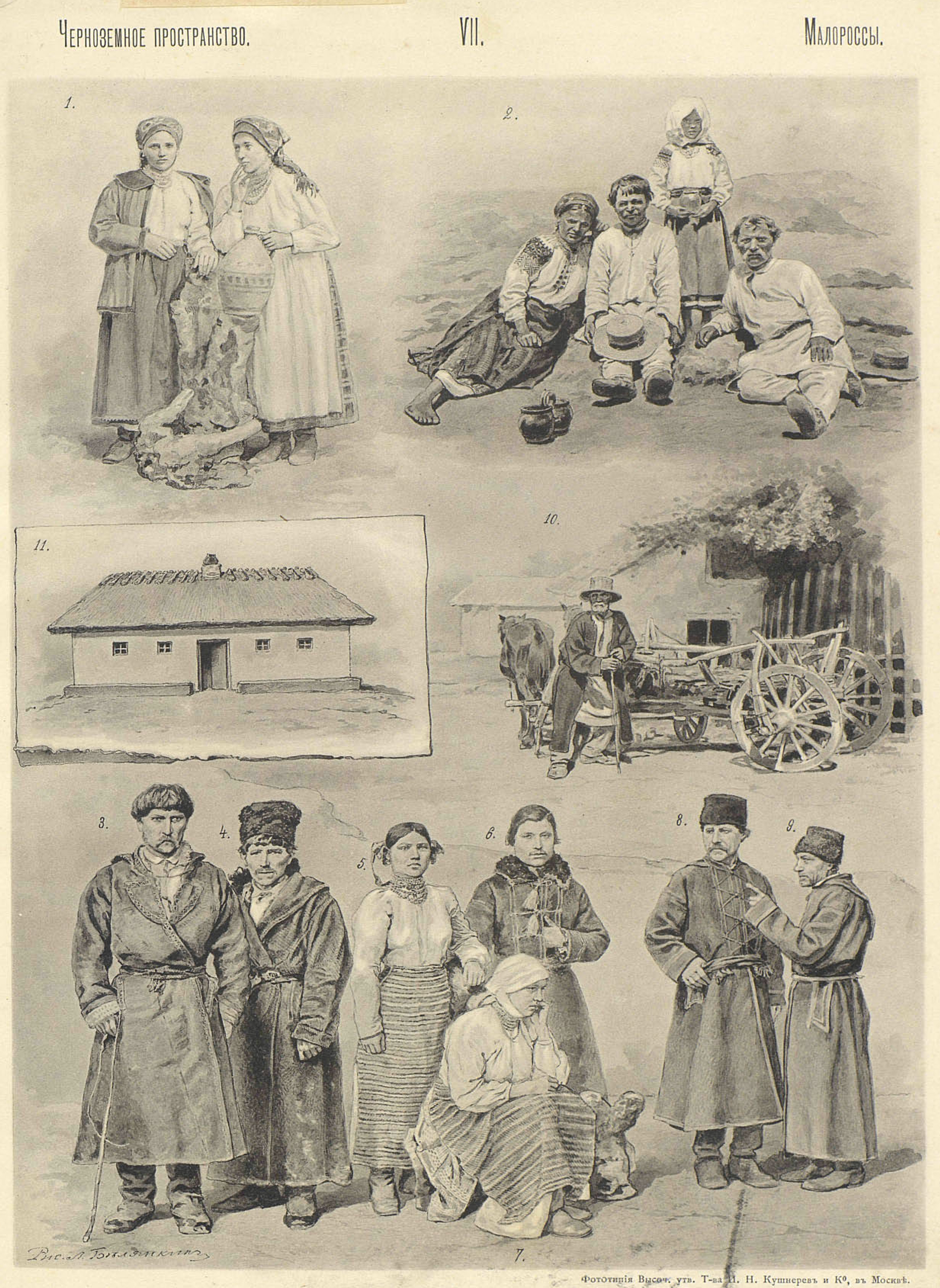
Стара листівка із зображенням українського національного одягу мешканців Подільської губернії до 1918 року.
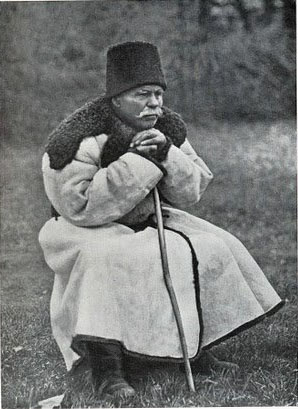
Чоловік в кожусі, Поділля
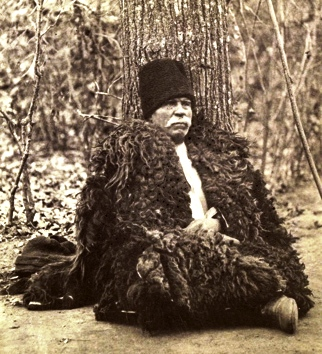
Чоловік в каптані, Поділля